# Роберт Мандел
Роберт Александер Мандел (енгл. Robert Alexander Mundell; Кингстон, 24. октобар 1932 — Сијена, 4. април 2021) био је канадски економиста.  Добитник је Нобелове награде за економију 1999. године „за анализу монетарне и фискалне политике у условима различитих режима девизног курса и анализу оптималних валутних подручја”.

## Биографија
Мандел је рођен као Роберт Александар Мандел 24. октобра 1932. у Кингстону, Онтарио, Канада, од породице Лиле Тересе (рођене Хамилтон) и Вилијама Мандел. Његова мајка је била наследница док је његов отац био војни официр и предавао на Краљевском војном колеџу Канаду. Ране године је провео на фарми у Онтарију и преселио се у Британску Колумбију са породицом када се његов отац пензионисао на крају Другог светског рата. Завршио је средњошколско образовање у Британској Колумбији, где је познато да је учествовао у боксерским и шаховским догађајима у то време.

## Каријера
Од 1974. до своје смрти био је професор на одсеку за економију на Универзитету у Колумбији; а од 2001. године имао је највиши академски чин Колумбије – универзитетски професор. Након што је завршио постдокторску стипендију на Универзитету у Чикагу 1957. године, почео је да предаје економију на Универзитету Стенфорд , а затим у школи за напредне међународне студије Паул Х. Нитзе на Универзитету Џон Хопкинс током 1959–1961. Године 1961. наставио је да ради у Међународном монетарном фонду. Мандел се вратио академским круговима као професор економије на Универзитету у Чикагу од 1966. до 1971. године, а затим је био професор током лета на Универзитету у Чикагу. Дипломски институт за међународне студије у Женеви до 1975. Године 1989. постављен је на место Репап професора економије на Универзитету. Седамдесетих година 20. века је поставио темеље за увођење евра кроз свој пионирски рад у монетарној динамици и оптималним валутним облицима за који је 1999. добио Нобелову награду за економију. Током овог периода наставио је да служи као економски саветник Уједињених нација , ММФ-а, Светске банке , Европске комисије, Одбора федералних резерви , Министарства финансија Сједињених Државаи владе Канаде и других земаља. Био је уважени професор Кинеског универзитета у Хонг Конгу. Његов Принстонски трактат из 1971. године Долар и мешавина политике приписује оснивању економске понуде.
Преминуо је 4. априла 2021. године, у 88. години живота.